# Doping konjev

## Doping
Doping je uporaba substanc ali postopkov, ki jih prepovedujejo vse protidopinške organizacije. V glavnem so doping vsa sredstva, ki preko mere povečujejo telesne dejavnosti oziroma zmogljivosti pri športnih dogodkih ali v času priprav nanje.

### Zakaj je napačen
Doping predstavlja v športu velik problem. Uživanje prepovedanih substanc pomeni ustvarjanje nepoštene tekmovalne prednosti in s tem na neprimeren način pripomore k boljšemu dosežku. Nekatere substance omogočajo hitrejše okrevanje po treningu ali poškodbi in posledično omogočajo napornejše in učinkovitejše treninge. Doping ni samo moralno sporen, ampak ima tudi patološki vpliv na organizem, saj so substance in metode nenaravne. Doping je ne nazadnje nezakonit in prisili lastnike konj v uporabo, ker si želijo boljših rezultatov.

### Vzroki za uporabo
Največji cilj vsakega tekmovalca je zmaga. Zmaga tekmovalcu, v tem primeru jahaču, prinese veliko zadovoljstvo, slavo in omogoči materialne ali denarne nagrade. Do zmage ga lahko pripelje le veliko trdega dela, napora in časa. Z napornimi treningi se poveča možnost poškodb, zato se poslužujejo različnih prepovedanih sredstev, da bi jih bilo čim manj. Treningi so lahko bolj naporni in bolj učinkoviti, konj pa si hitreje opomore. Dolgotrajna uporaba dopinga ima na konja obraten učinek, kot bi si ga želel jahač.

### Zgodovina
Komisija za boj proti dopingu je bila ustanovljena novembra 2009. Vodil jo je profesor Arne Ljungqvist, podpredsednik Svetovne protidopinške organizacije (WADA) in predsednik MOK zdravniške komisije. 
Komisijo so sestavljali predstavniki vseh področij veterinarske medicine in vsi predstavniki, ki so zainteresirani za konjeniški šport. 
Cilj komisije je bil priti do najboljšega sistema, ki preprečuje uporabo prepovedanih metod ali substanc, ki vplivajo na delovanje konja.
Da bi komisija lahko izvajala svoje naloge, so bili njeni člani razdeljeni v štiri glavne skupine. Le-te so poleg članov komisije sestavljali še strokovnjaki s področja, ki predstavljajo določeno skupino: 
- laboratorijska skupina je imela nalogo, da preuči vprašanja, povezana z analizo FEI (Federation Equestre Internationale) vzorcev;
- pravna skupina je bila zadolžena videti, kako deluje obstoječi boj proti dopingu in zdravstvena pravila o kontroli;
- delovna skupina je pregledala povezave med prepovedanimi substancami, njihova naloga je bila ugotoviti, kako razvrstiti te substance;
- komunikacijska in delovna skupina za izobraževanje pa sta imeli nalogo vzpostaviti komunikacijsko in izobraževalno strategijo za kampanjo Clean sport.

Maja 2009 je FEI (Federation Equestre Internationale) ustanovila skupino kot neodvisno komisijo za ocenjevanje in preiskovanje prakse med člani nemške konjeniške ekipe in njenih uslužbencev na olimpijskem konjeniškem tekmovanju 2008 v Hong Kongu. Pod vodstvom komisarja Lorda Stevensa se je imenovala Stevensova komisija, ki je kasneje razširila svojo dejavnost na konjeniški šport in  delovanje proti dopingu. 
Nov seznam prepovedanih substanc je v veterini stopil v veljavo 5. aprila 2010.

### Športne discipline
Tehnika jahanja in delo s konji je umetnost, ki ji človek v zadnjih nekaj tisočletjih namenja posebno pozornost. Možnost prisotnosti dopinga se preverja pri konjih ne glede na to, v kateri disciplini tekmujejo. 
Tekmujejo v naslednjih disciplinah:
dresurno jahanje, vzdržljivostno jahanje, preskakovanje ovir, konji kasači Arhivirano 2015-05-18 na Wayback Machine.,konji galoperji, terensko jahanje oz. rekreativno jahanje , voltažiranje ali gimnastika na konjih in western jahanje oz. kavbojsko jahanje.

## Doping lista
FEI organizacija (Federation Equestre Internationale – mednarodna konjeniška zveza) se bori proti dopingu. Razpolaga s seznamom substanc, ki so kontrolirane, in tistimi, ki so prepovedane. 
Prepovedane substance so tiste, ki izboljšujejo fizične in psihične zmogljivosti ter nekatere procese znotraj organizma konjev, npr. delujejo  kot antikoagulanti in sproščajo mišice (coroxon, dothiepin, cyclobenzaprin). Kontrolirane oz. dovoljene substance pa so med drugim tudi ekspektoransi za izkašljevanje in nekateri hormoni (delmadinone acetate, medroxyprogesteron) ter druge.
Seznam vseh kontroliranih in prepovedanih substanc se nahaja tukaj.
Na listi so naslednje substance:
- Poživila

Poživila so vse zdravilne učinkovine, ki neposredno stimulativno vplivajo na centralni živčni sistem, saj povzročijo eksitacijo možganov. Konju jih dajejo zato, da dobi učinek hormona adrenalina (hormon nadledvične žleze), ki ga telo sintetizira fiziološko. Konji so sposobni večje koncentracije, poveča se njihova vzdržljivost in stanje budnosti.Uživanje poživil je v več primerih pripeljalo do usodnih poginov. Posledica delovanja teh substanc je motnja v delovanju srca, ožilja in drugih organov. Stranski učinki pa so nespečnost, nervoza, izguba apetita, hipertenzija, tremor.
- Narkotiki

Narkotične analgetike predstavlja morfin in njegovi kemični in farmakološki analogi, ki jih pridobivamo iz maka. Delujejo na centralni živčni sistem in zmanjšujejo občutek bolečine. 
Uporabljajo se za prekrivanje bolečine in proti kašlju. Stranski učinki narkotikov so izguba ravnotežja, omotičnost, nespečnost, depresija, plitvo dihanje, bradikardija in zmanjšana sposobnost koncentracije.
- Anabolični agensi

So steroidi moškega spolnega hormona testosterona. Po aplikaciji povzročijo sintezo proteinov v spolnih organih, koži, okostju in skeletnih mišicah. Posledice so lahko motnje v delovanju ledvic in jeter, agresivnost in možnost rasti tumorjev.
- Diuretiki

So zdravilne učinkovine, ki povečujejo tvorbo seča. Delujejo direktno na ledvične tubule in povzročijo želeni klinični učinek. Uporabljajo se za kontrolo zvišanega krvnega pritiska in odpravljanje edemov. Uporabljajo jih, da konju v telesu zmanjšajo koncentracijo zdravila, zato je posledično manjša možnost pozitivne doping kontrole, saj prepovedane substance konji z urinom pospešeno izločijo iz organizma. 
- Peptidni hormoni in sorodne spojine

So naravne substance, ki po organizmu »prenašajo sporočila«. Sodelujejo pri sintezi testosterona in kortikosteroidov. Njihov učinek se kaže v smeri povečane rasti ali pa zmanjšanega občutka bolečine. 
- Lokalni anestetiki

So zdravilne unčikovine, ki preprečujejo prevajanje živčnih impulzov. Uporabljajo se za prikrivanje bolečine brez vpliva na centralni živčni sistem. Lahko se uporabljajo kot kreme, razpršila, očesne  ali ušesne kapljice, lahko se jih injicira. Posledice pri prevelikem doziranju so lahko strah, zmedenost, mišični krči, tresenje in srčne napake.
- Kortikosteroidi

So naravne ali umetne učinkovine. Uporabljajo se za zdravljenje vnetnih procesov, astme, bolečin in alergij. Zaradi številnih stranskih učinkov mora biti uporaba kortikosteroidov nujno pod kontrolo veterinarja. Možni stranski učinski so hipertenzija, slabo celjenje ran, nespečnost, osteoporoza, motnje v reprodukciji.
- Beta zaviralci

So skupina zdravilnih učinkovin, ki se večinoma uporabljajo za zdravljenje angine pektoris, hipertenzije, migrene in srčnih aritmij. Lahko znižajo krvni tlak, umirijo in upočasnijo prehiter ritem srca. 

#### KONTROLIRANE SUBSTANCE
FEI pravila in predpisi dovoljujejo uporabo nekaterih snovi v konjski krmi, kot so:
– vitamini B-kompleksa, aminokisline in elektroliti (te so dovoljene dajati peroralno (skozi usta), vendar jih v nekaterih okoliščinah lahko veterinar raje aplicira intravensko ali intramuskularno); 
– preventivne in obnovitvene skupine terapij. Mnogi od teh proizvodov se dajejo peroralno.

Na listi kontroliranih substanc najdemo bronhodilatatorje, npr. clenbuterol, ki konjem omogočijo lažje dihanje in jim pomagajo širiti bronhije v prvotno stanje, če so se ti skrčili. K zmagi konja pripomorejo tudi pomirjevala, ki ga sproščajo in mu omogočajo odteči svojo najboljšo dirko. Pogosto pomirjevalo je acepromazin. Višji odmerki pomirjeval lahko zmanjšajo konjevo unčikovitost. Na tej listi pa seveda najdemo tudi ogromno drugih substanc, kot so vazodilatatorji, npr. theobromin za zdravljenje akutnega stanja. Širijo krvne žile, zato povzročijo, da se žilni upor zniža, poveča pa se krvni pretok. Delujejo z aktivacijo vazomotornega centra, ki je v možganih in sprošča gladke mišice v stenah žil. Uporabljajo se za zdravljenje hipertenzije, angine pektoris in srčnega popuščanja. Naslednja skupina so že omenjeni kortikosteroidi. To so umetna zdravila, ki so podobna kortizolu, ki ga naravno proizvaja nadledvična žleza. Kortikosterodi zmanjšujejo produkte vnetnih mediatorjev, da ne bi prišlo do vnetja tkiv. V organizem jih lahko apliciramo peroralno (skozi usta), intravensko (neposredno v veno) ali pa intramuskularno (v mišico). Eden izmed kontroliranih je triamcinolon. 

#### PREPOVEDANE SUBSTANCE
Seznam prepovedanih substanc omogoča športnikom in svetovalcem, da jasno opredelijo snovi, ki se jih ne sme uporabljati pred tekmovanjem in med njim. Prav tako pomaga identificirati tiste snovi, ki niso dovoljene za uporabo pri konjih. Pomembno je vedeti, da na seznam uvrščajo tudi vse druge snovi, ki imajo podobno kemijsko strukturo ali podobne biološke učinke kot prepovedane snovi, ki jih najdemo na seznamu.
Seznam prepovedanih snovi pri konjih je začel veljati 5. aprila 2010. Snovi na seznamu letno pregleda skupina strokovnjakov pri FEI. Postopek pregleda seznama je stalen, posodobljeni seznam se objavi najmanj 90 dni pred začetkom veljavnosti (od 1. januarja) vsako leto.
Na listi prepovedanih substanc najdemo nekatere bronhodilatatorje, kot sta aformeterol inmetaproterenol, saj delujejo kot stimulansi.Stimulansi, kot je adrenalin, pospešujejo prevajanje živčnih impulzov v sinapsah, tako da povečajo količino nevrotransmiterjev. To so mulekule, ki prenašajo živčno vzburjenje skozi sinapso.
Do velikih zlorab prihaja tudi pri protibolečinskih substancah. Konj, ki z bolečinami šepa dan pred tekmovanjem, ne more čez noč »čudežno ozdraveti« in se na tekmi dobro uvrstiti ali celo zmagati. Ena izmed prepovedanih protibolečinskih substanc je valdecoxib. 
Prepovedani so tudi opioidni analgetiki, ki neposredno delujejo na centralni živčni sistem in lajšajo bolečino. Prav tako zmanjšajo toleranco bolečine in odziv nanjo. Eden izmed njih je morpheridin, najbolj pogost kontroliran pa je morfin.
FEI svari veterinarje tudi pred zdravili rastlinskega izvora, toniki in pastami, saj lahko vsebujejo eno ali več prepovedanih snovi. Uporaba katerega koli zeliščnega ali naravnega proizvoda, ki vpliva na konja pomirjajoče ali vzpodbujajoče, je s predpisi FEI izrecno prepovedana. Uporaba pomirjevala med tekmovanjem lahko ima tudi posledice.

## Vpliv dopinga na organizem konja
Doping konju povečuje ali zmanjšuje motivacijo do dela in poslušnosti. Prav tako zmanjšuje ali izboljšuje sposobnost izkoriščanja energije. Z dopingom konja jahači dosežejo boljše ali zmanjšane fizične in psihične sposobnosti konja za določen čas, kar je zelo pomembno, saj je pri tekmah pomembna tudi zbranost in koncentracija.
Prepovedane snovi in substance lahko vplivajo na enega ali več telesnih sistemov konja. Vpliv lahko ima na živčni sistem, na dihalni sistem za lažji pretok zraka, na srce in krvni obtok za širjenje žil in posledično hitrejši in boljši pretok krvi, na mišično-skeletni sistem za hitrejše obnavljanje mišic, za povečan obseg mišic, pojavlja se manj zlomov, kosti so močnejše in treningi so posledično bolj produktivni.
Doping pa lahko vpliva tudi na reproduktivni, urinarni, gastrointestinalni, imunski in endokrini sistem. 
Doping so prav tako izločki endokrinih žlez in njihovi sintetični nadomestki ter snovi, ki prekrivajo prisotnost in delovanje prepovedanih snovi.

## Čas delovanja substanc
Čas odkrivanja substanc ni enak času umika substanc iz organizma. Čas zaznavanja je približen čas, v katerem substanca ostane v konjevem organizmu. Če se v tem času opravi doping test, bo laboratorij izdal pozitiven rezultat.  Čas umika substanc pa določa veterinar s količino zdravila. Pri odmeri količine zdravila mora biti veterinar pozoren na velikost konja, metabolizem, stopnjo aktivnosti, nedavne ali trenutne bolezni.
Pri vseh zdravilih je zelo pomembna klinična presoja, saj lahko ogrozimo življenje konja, če mu zdravila apliciramo preblizu tekmovanja. Tako lahko prekrijemo simptome, kar pa bi zaostrilo klinično stanje. Konj, ki ima težave z gibali, bi lahko tako na tekmovanju dobil še znatnejše poškodbe, saj bi namesto počitka za rehabilitacijo tekmoval na tekmovanju.
Čas delovanja posameznih substanc je dostopen tukaj Arhivirano 2015-11-12 na Wayback Machine.. 

## Protidopinške organizacije
Obstaja več organizacij, ki se borijo proti dopingu v športu. S tem skrbijo za »clean sport« (čisti šport), zdrav organizem, promocijo, koordinacijo in nadzor boja proti dopingu v vseh športih in v vseh oblikah.
FEI (Federation Equestre Internationale) organizacija se bori proti dopingu pri konjih. Ima sestavljen seznam prepovedanih substanc, ki je sestavljen iz dveh skupin. Skupini sta razdeljeni na prepovedana in nadzorovana zdravila. Prepovedane snovi niso dovoljene za uporabo pri konjih, ki tekmujejo, nadzorovane pa so priznane kot snovi za terapijo konj, vendar se ne smejo uporabljati na prireditvah pod okriljem FEI.

## Odvzem in preiskava vzorca

#### Izbira konja za preiskavo
Obstaja več možnosti za izbiro konja, ki se ga testira. Na večini tekmovanj se vzorci odvzamejo zmagovalcu oz. prvim trem najbolje uvrščenim konjem. Ena izmed možnosti izbire pa je lahko naključna izbira. Veterinar ali računalnik izbere neko naključno številko.
Konja se lahko testira tudi večkrat na enem tekmovanju. Veterinar se na primer odloči, da bo odvzel vzorec konju, ki je nekaj dni pred tekmo šepal, na tekmovanju pa se niso pokazale nikakršne težave ali bolečine. Ko je konj izbran za testiranje, se ga takoj, ko je to mogoče, odpelje v boks za testiranje. Zbiranje vzorcev opravi veterinar, ki je za to usposobljen in pooblaščen od FEI.

#### Potek odvzema vzorca in preiskava
Za odvzem vzorca je potreben komplet za vzorčenje (kit box). To je škatla, ki vsebuje rokavice, steklenici za urin z varnostnimi pokrovi, ki preprečujejo, da bi vanje prišle katere koli druge snovi, epruvete in igle za odvzem krvi, dve varnostni vrečki ter črtne kode oz. nalepke z enakimi številkami. 
Škatlo z omenjeno vsebino veterinar odpre pred lastnikom konja, da se ta prepriča, da v njih ni bilo kakršnih koli snovi, ki bi lahko spremenile rezultat testa.
Vsakemu konju se vzame vzorec krvi in urina. Zbrana kri in urin se razdelita v vzorec A in vzorec B. Odvzamejo se 4 epruvete krvi; dve epruveti sta za vzorec A in ostali dve za vzorec B. Urin se zbere za vsak vzorec posebej v svojo steklenico (torej dve steklenici).
V primeru, da konj ne urinira v šestdesetih minutah, se odvzame samo vzorec krvi. V tem primeru veterinar odvzame šest epruvet krvi; štiri epruvete so namenjene za vzorec A, ostali dve za vzorec B.
Vzorec A se v laboratoriju pregleda, vzorec B pa se hrani v hladilniku. V primeru, da je A vzorec pozitiven, lahko lastnik zahteva še pregled vzorca B, izbere si lahko tudi laboratorij v Angliji ali Franciji, v katerem ga bodo pregledali.
Testiranje veterinar dokonča z izpolnitvijo dokumentov (FEI medication control form). Dokument je sestavljen iz originala in dveh kopij. Original obdrži veterinar, prvo kopijo obdrži odgovorna oseba za konja, drugo kopijo pa se shrani v plastično vrečko in se jo priloži v komplet za vzorčenje. 
Odgovorna oseba ali njegov imenovani zastopnik podpiše obrazec, s katerim potrjuje, da je bil priča celotnemu postopku in nima ugovorov glede celotnega postopka. Če obstajajo pomisleki ali pritožbe, jih lahko zapiše na dokument. 
Vsi vzorci so skrbno spravljeni v originalno vzorčno škatlo, ki se zapre in zapečati s testnim trakom. Komplet se nato shrani v izotermično vrečo z lednimi obkladki. Vrečka se nato odpošlje v referenčni laboratorij.
Ko vzorci prispejo v laboratorij, se vzorec B shrani in čaka na kasnejše zahteve testiranja. Vzorec A pa se uporablja za začetno analizo. Postopek se lahko opravi kjer koli in konča med 7 in 21 dnevi. Če se odkrijejo prepovedane substance, se rezultate takoj sporoči veterinarskemu oddelku FEI. Slednji potem sodeluje s pravno službo FEI, da preuči posebnosti primera in odloči o potrebi po nadaljnjih ukrepih.

## Nenamerni doping
Je nezavedno jemanje in dodajanje prepovedanih snovi v prehrano, prehranska dopolnila ali napitke. Posreduje jih lahko tretja oseba, npr. jahač, veterinar, lastnik konja.
Nenamerni doping lahko razdelimo na 4 kategorije:
– nezavedno jemanje;
– zdravniške napake;
– terapevtske izjeme;
– prehranska dopolnila (poživila, steroidni hormoni, anabolični androgeni steroidi in beta 2-agonisti).
Pri konjih je doping vedno nenameren, saj se ga ne poslužujejo zavestno in po lastni volji. V tem primeru je vedno človek (jahač, trener ali lastnik konja) tisti, ki substanco vnese v organizem. Lahko se zgodi, da zaradi nevednosti ali nepazljivosti ljudje nenamerno vnesejo substance, ki so prepovedane.
Največji problem predstavljajo kontaminirani pripravki. Proizvajalci lahko nepravilno označijo svoje izdelke, ker ne specificirajo natančne vsebine ali relativnih deležev posameznih snovi v izdelku. Po zakonodaji so proizvajalci odgovorni za varnost prehranski dopolnil in dodatkov h krmi. Veliko težavo predstavljajo tudi zeliščni pripravki, ki jih pripravljajo jahači ali lastniki konj.

## Kršitev protidopinških pravil
Pravila so pri vseh organizacijah enaka. Ko akreditiran laboratorij sporoči, da je bila v vzorcu najdena prepovedana snov, FEI najprej preveri, ali ima za najdeno snov konj oz. njegov lastnik izdano terapevtsko izjemo. FEI obvesti jahača ali lastnika konja in njegovo nacionalno zvezo o domnevni kršitvi protidopinških pravil. Da mu možnost, da poda svoje mnenje o tem, kako je prepovedana snov prišla v njegov organizem. Jahač ali lastnik konja ima pravico, da zahteva analizo vzorca B in da je zraven pri njegovem odpiranju. Ima možnost, da prizna krivdo in se odreče zaslišanju pred disciplinsko komisijo. V takšnem primeru takoj začne teči čas, namenjen kazni. V primeru, da se ne strinja z domnevno kršitvijo pravil, mora ustrezno dokazati in utemeljiti, zakaj je bil konjev vzorec pozitiven.